# Ортоборат магния
Ортоборат магния — неорганическое соединение,
соль магния и ортоборной кислоты с формулой Mg3(BO3)2,
бесцветные кристаллы,
растворяется в воде.

## Получение
- В природе встречается эндогенный минерал котоит — Mg3(BO3)2 [1].

- Нагревание оксида магния и борной кислоты:

{\displaystyle {\mathsf {3MgO+2H_{3}BO_{3}\ {\xrightarrow {T}}\ Mg_{3}(BO_{3})_{2}+3H_{2}O}}}

## Физические свойства
Ортоборат магния образует бесцветные кристаллы
ромбической сингонии,
пространственная группа P nmn,
параметры ячейки a = 0,5398 нм, b = 0,8416 нм, c = 0,4497 нм, Z = 2.
Растворяется в воде.